# Tadeusz Tański
Tadeusz Tański (Janów Podlaski, 11 de março de 1892 – Campo de Concentração de Auschwitz, 23 de março de 1941) foi um engenheiro automotivo polonês. Projetou dentre outros o primeiro automóvel polonês produzido em série, o CWS T-1.
Nasceu em Janów Podlaski, filho de Czesław Tański, um dos pioneiros da aviação da Polônia. Antes da eclosão da Primeira Guerra Mundial Tański mudou-se para Paris, onde estudou engenharia e especializou-se em motores de aeroplanos na Ecole d’Electricite Industriel de Paris. Durante a guerra projetou e construiu diversos motores para vários aviões militares, e estudou extensivamente veículos blindados na companhia L. Bordon. Mais tarde trabalhou como engenheiro da companhia Armstrong Whitworth.

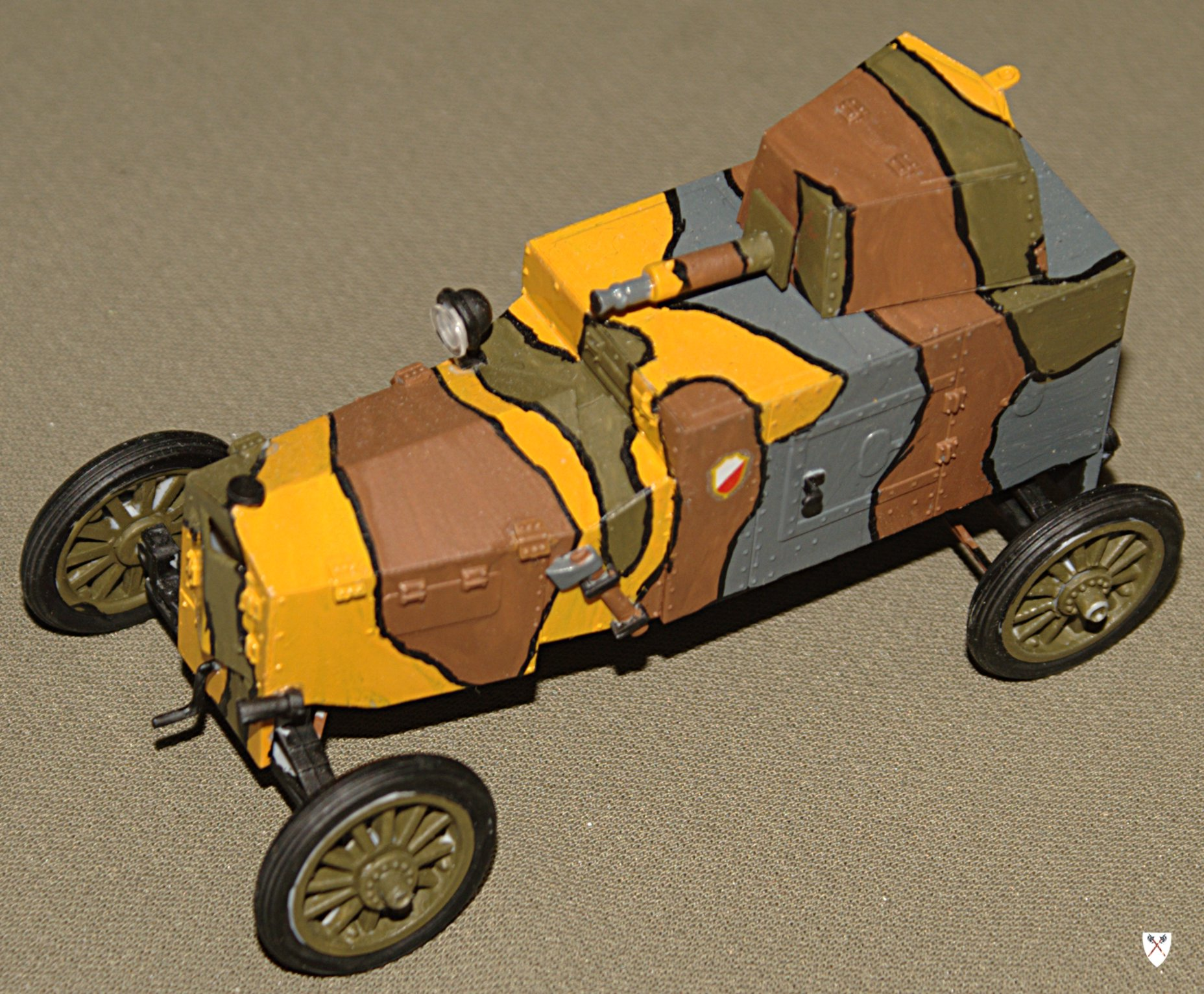
Ford FT-B

Em 1919 retornou para a Polônia e começou a trabalhar para o Ministério de Assuntos Militares na seção de automóveis. Durante a GuerraPolonesa-Soviética, em 1920 construiu o primeiro veículo blindado polonês, o Ford FT-B, baseado no chassis do famoso Ford Model T. Foram construídos 16 desde, todos usados em serviços no front.
Após a guerra permaneceu como um dos engenheiros trabalhando para a indústria armamentista polonesa, mais notavelmente a companhia Centralne Warsztaty Samochodowe. Foi lá em 1922 que Tański projetou, e depois supervisionou a produção do CWS T-1, o primeiro carro produzido em série na Polônia. Até o final da década de 1930 permaneceu um dos mais notáveis construtor e projetista polonês de automóveis, caminhões e trator de artilharia.
Após a Invasão da Polônia em 1939 e a eclosão da Segunda Guerra Mundial, Tański permaneceu na Polônia ocupada pelos alemães. Em 3 de julho de 1940, no auge da "Operação Extraordinária de Pacificação", foi preso pelos alemães e enviado para o campo de concentração de Auschwitz, onde foi morto em 23 de março de 1941.